# 부슈아라키역
부슈아라키역(일본어: 武州荒木駅, ぶしゅうあらきえき)은 일본 사이타마현 교다시에 있는 지치부 철도 지치부 본선의 역이다.

## 역 구조
섬식 승강장 1면 2선의 지상역으로 업무 위탁역이다.(관리역:구마가야역, 역무원 근무 시간은 7:00 ~ 17:15(주말 및 공휴일은 17:45)이다.
열차는 우측 통행으로 교행이 이루어진다. 또한, 히가시교다에 서는 열차나 히가시교다 첫 열차도 일단 당역까지 회송된다. 화장실은 개찰구 내에 있으며 승강장 남쪽에 대피선이 존재하고 급행 열차나 부정기 열차 등이 사용한다.

### 승강장
| 1 | ■ 지치부 선 | 교다시・구마가야・요리이・나가토로・지치부・미쓰미네구치 방면 |
| 2 | ■ 지치부 선 | 하뉴 방면                                                     |

## 역 주변
- 아라키 우체국
- 교다 시립 아라키 초등학교
- 교다 시립 미누마 중학교
- 덴슈샤
- 국도 제125호선
- 사이타마 현도 7호 사노교다 선
- 사이타마 현도 197호 부슈아라키 정차장선

## 역사
- 1921년 4월 1일: 영업 개시.

## 인접역
| 지치부 철도 ■ 지치부 본선 | 지치부 철도 ■ 지치부 본선 | 지치부 철도 ■ 지치부 본선    |
| ------------------------- | ------------------------- | ---------------------------- |
| 신고 하뉴 방면            | 보통                      | 히가시교다 미쓰미네구치 방면 |